# 證誠神社
證誠神社（しょうせいじんじゃ）は、兵庫県神戸市須磨区にある神社。旧社格は郷社。

## 祭神
主祭神
- 五十猛尊（イソタケルノミコト）

## 歴史
987年（永延元年）9月、紀州熊野権現を勧請して勝福寺の地主神として祀ったと伝えられている。江戸時代には付近の村の総鎮守として栄え、須磨聖霊大権現と呼ばれる。1871年に證誠神社に改められ現在に至る。「大手の権現さん」と言われている。
主祭神は五十猛尊。権現さんという通称が存在する、神戸市内屈指の古社である。「摂津誌」「摂津名所図会」「播磨名所図絵」等に所載されており、旧跡の一つに数えられている。

### 沿革
- 987年 第60代一条天皇が、妙法寺川沿岸の五ヶ村の氏神として創祀。[2]
- 1182年 須磨に遷都にあたり、大手村の守護神として平家一門に崇敬される。[2]
- 1394年 社殿を重建。[2]
- 1578年 社殿を再建。[2]
- 1708年 現在も境内に残る石灯籠が安置される。[2]
- 1868年 證誠神社と改称。[2]
- 1873年 村社に加列。[2]
- 1881年 郷社に加列。[2]
- 1916年 神饌幣帛供進神社に指定される。[2]

## 現地情報
所在地
- 兵庫県神戸市須磨区権現町1-3-2

交通アクセス
- 最寄駅：神戸市営地下鉄西神・山手線および山陽電気鉄道本線板宿駅
- 最寄駅：山陽電気鉄道本線東須磨駅